# ライアン・シェリフ
ライアン・セバスチャン・シェリフ（Ryan Sebastian Sherriff, 1990年5月25日 - ）は、アメリカ合衆国カリフォルニア州カルバーシティ出身の元プロ野球選手（投手）。左投左打。

## 経歴

### プロ入り前
西ロサンゼルス大学時代の2010年にMLBドラフト33巡目（全体986位）でワシントン・ナショナルズから指名されたが、契約を拒否している。

### プロ入りとカージナルス時代
グレンデール・コミュニティ大学へ転校後の2011年、MLBドラフト28巡目（全体860位）でセントルイス・カージナルスから指名されプロ入り。傘下のアパラチアンリーグのルーキー級ジョンソンシティ・カージナルスでプロデビューし、シーズン途中にA-級バタビア・マックドッグスに昇格。2チーム合計で12試合（先発8試合）に登板して3勝3敗、防御率3.93、31奪三振を記録した。
2012年はA+級パームビーチ・カージナルスで16試合に先発登板して10勝3敗、防御率3.25、57奪三振を記録した。
2013年はA+級パームビーチで開幕を迎え、8月3日のトロント・ブルージェイズ傘下のA+級ダニーデン・ブルージェイズ戦でノーヒットノーランを達成した。その後AA級スプリングフィールド・カージナルスに昇格。2チーム合計で18試合に先発登板して6勝5敗、防御率2.57、59奪三振を記録した。
2014年のスプリングトレーニングから救援投手に転向した。この年はAA級スプリングフィールドで開幕を迎え、シーズン途中にAAA級メンフィス・レッドバーズに昇格。2チーム合計で44試合（先発3試合）に登板して2勝7敗、防御率2.88、52奪三振を記録した。
2015年も前年と同じくAA級スプリングフィールドとAAA級メンフィスでプレーし、2チーム合計で30試合に登板して1勝1敗、防御率2.95、33奪三振を記録した。
2016年からサイドスロー気味の投球フォームに変更した。この年はAAA級メンフィスで49試合に登板して7勝1敗、防御率2.84、55奪三振を記録し、パシフィックコーストリーグのオールスターゲームに選出された。オフにはアリゾナ・フォールリーグのグレンデール・デザートドッグスでもプレーした。
2017年はシーズン開幕前に行われたWBCの予選にイスラエル代表として選出され、イギリス戦とブラジル戦で救援登板した。本選のメンバーからは外れたが、「人生最高の経験だった」と語った。シーズンではAAA級メンフィスで開幕を迎え、8月23日にトレバー・ローゼンタールの故障者リスト入りに伴い、メジャー契約を結んでアクティブ・ロースター入りした。25日のタンパベイ・レイズ戦でメジャーデビューを果たし、3回を無失点に抑えた。カージナルスのルーキーがメジャーデビュー戦で3回を投げて無失点だったのは、1988年のホセ・ヒメネス以来であった。この年はメジャーで13試合に登板して2勝1敗、防御率3.14、15奪三振を記録した。
2018年は3月31日にメジャーに昇格したが、4月8日に右足指を骨折して故障者リスト入りし、5月8日にAAA級メンフィスへ送られた。その後、6月5日に左肘のトミー・ジョン手術を受け、シーズンを終了した。この年はメジャーで5試合に登板して防御率6.35、3奪三振を記録した。オフにFAとなった。

### レイズ時代
2018年10月16日にレイズとマイナー契約を結んだ。
2019年は傘下のルーキー級ガルフ・コーストリーグ・レイズで実戦復帰し、その後A+級シャーロット・ストーンクラブズに昇格。2チーム合計で6試合（先発2試合）に登板して0勝1敗、防御率1.29、3奪三振を記録した。
2020年8月26日にジャレン・ビークスの故障者リスト入りに伴い、メジャー契約を結んでアクティブ・ロースター入りした。同日のボルチモア・オリオールズ戦で救援登板して勝利投手となった。この年はメジャーで10試合に登板して1勝0敗1セーブ、防御率0.00、2奪三振を記録し、アメリカンリーグで9回2/3以上を投げた投手のなかで、唯一自責点を記録しなかった。
2021年は初めてシーズン開幕をメジャーで迎えたが、4月3日に制限リスト入りした。5月5日にAAA級ダーラム・ブルズで復帰し、6月4日にメジャーに昇格。この年はメジャーで16試合に登板した。

### フィリーズ傘下時代
2021年11月5日にウェイバー公示を経てフィラデルフィア・フィリーズへ移籍した。
2022年4月4日に左肩の張りのため10日間の負傷者リスト入りし、4月25日に60日間の負傷者リストに移された。6月9日にA級で実戦登板を再開し、A級で2試合、AA級で1試合、AAA級で11試合に登板したが、8月1日にDFAとなり、8月6日にマイナー契約で残留したが以降の登板はなく、オフの11月10日にFAとなった。

### レッドソックス時代
2023年1月21日にボストン・レッドソックスとマイナー契約を結んだ。その4日後の25日にWBCイスラエル代表に選出されて、メンバー入りした。2月24日にアクティブ・ロースター入りし、開幕ロースターに名を連ねた。しかし、開幕後は昇格と降格を繰り返し、7月7日にDFA、10日にFAとなり、同日中にウェイバー公示を経て傘下AAA級ウースター・レッドソックスに配属された。

### ドジャース傘下時代
2023年7月24日にロサンゼルス・ドジャースとマイナー契約を結び、翌25日に傘下AAA級オクラホマシティ・ドジャースに配属された。しかし、メジャーでの登板機会はなく、8月24日に自由契約となった。その後、自身のインスタグラムでこの年限りで現役を引退することを発表した。

## 投球スタイル
投球のほとんどが最速94.7mph（約152.4km/h）の速球とスライダーとなっている。

## 人物
母方の祖父母のヘレンとセイモアはポーランド出身で、ホロコーストの生存者である。

## 詳細情報

### 年度別投手成績
| 年 度        | 球 団        | 登 板 | 先 発 | 完 投 | 完 封 | 無 四 球 | 勝 利 | 敗 戦 | セ 丨 ブ | ホ 丨 ル ド | 勝 率 | 打 者 | 投 球 回 | 被 安 打 | 被 本 塁 打 | 与 四 球 | 敬 遠 | 与 死 球 | 奪 三 振 | 暴 投 | ボ 丨 ク | 失 点 | 自 責 点 | 防 御 率 | W H I P |
| ------------ | ------------ | ----- | ----- | ----- | ----- | -------- | ----- | ----- | -------- | ----------- | ----- | ----- | -------- | -------- | ----------- | -------- | ----- | -------- | -------- | ----- | -------- | ----- | -------- | -------- | ------- |
| 2017         | STL          | 13    | 0     | 0     | 0     | 0        | 2     | 1     | 0        | 1           | .667  | 60    | 14.1     | 13       | 2           | 4        | 0     | 1        | 15       | 0     | 0        | 5     | 5        | 3.14     | 1.19    |
| 2018         | STL          | 5     | 0     | 0     | 0     | 0        | 0     | 0     | 0        | 1           | ----  | 27    | 5.2      | 8        | 1           | 2        | 0     | 1        | 3        | 0     | 0        | 4     | 4        | 6.35     | 1.76    |
| 2020         | TB           | 10    | 0     | 0     | 0     | 0        | 1     | 0     | 1        | 1           | 1.000 | 34    | 9.2      | 6        | 0           | 2        | 0     | 0        | 2        | 0     | 0        | 0     | 0        | 0.00     | 0.83    |
| 2021         | TB           | 16    | 0     | 0     | 0     | 0        | 0     | 1     | 1        | 1           | .000  | 72    | 14.2     | 14       | 0           | 9        | 0     | 4        | 16       | 2     | 0        | 11    | 9        | 5.52     | 1.57    |
| 2023         | BOS          | 5     | 0     | 0     | 0     | 0        | 0     | 0     | 0        | 1           | ----  | 29    | 6.2      | 6        | 0           | 2        | 0     | 1        | 5        | 0     | 0        | 2     | 2        | 2.70     | 1.20    |
| MLB通算：5年 | MLB通算：5年 | 49    | 0     | 0     | 0     | 0        | 3     | 2     | 2        | 5           | .600  | 222   | 51.0     | 47       | 3           | 19       | 0     | 7        | 41       | 2     | 0        | 22    | 20       | 3.53     | 1.29    |

- 「-」は記録なし

### 年度別守備成績
| 年 度 | 球 団 | 投手（P） | 投手（P） | 投手（P） | 投手（P） | 投手（P） | 投手（P） |
| 年 度 | 球 団 | 試 合     | 刺 殺     | 補 殺     | 失 策     | 併 殺     | 守 備 率  |
| ----- | ----- | --------- | --------- | --------- | --------- | --------- | --------- |
| 2017  | STL   | 13        | 2         | 2         | 0         | 0         | 1.000     |
| 2018  | STL   | 5         | 0         | 1         | 0         | 0         | 1.000     |
| 2020  | TB    | 10        | 1         | 0         | 0         | 0         | 1.000     |
| 2021  | TB    | 16        | 0         | 2         | 0         | 0         | 1.000     |
| MLB   | MLB   | 44        | 3         | 5         | 0         | 0         | 1.000     |

- 2021年度シーズン終了時

### 背番号
- 65（2017年 - 2018年）
- 71（2020年 - 2021年、2023年）

### 代表歴
- 2017 ワールド・ベースボール・クラシック予選・イスラエル代表
- 2023 ワールド・ベースボール・クラシック・イスラエル代表